# Hanzhong
Hanzhong is een stadsprectuur in het zuiden van de noordelijke provincie Shaanxi, Volksrepubliek China. De rivier Han waarnaar de stad genoemd is, maar ook de Han-dynastie en de Han-Chinezen, ontspringt in de buurt van de stad.
In Hanzhong bevindt zich een grote langstaalfabriek van de Shaanxi Steel-groep.